# Ove Rytter
Ove Lennart Rytter, född 10 mars 1957, är en svensk entreprenör, journalist och författare som framför allt skriver om träning och hälsa. Rytter är grundare av tidningen B&K Sports Magazine som startades 1981. Han tog examen som journalist 1980. Han har tävlat på internationell nivå i judo och placerade sig som 3:a i SM i bodybuilding 1979, 1:a i Svealandsmästerskapen 1990 och vinnare av World Gym Championships i USA 1991 (klass -80 kg). Han var under fyra år expertkommentator i TV-programmet Gladiatorerna. Tillsammans med sin bror Mats Rytter ägde han fram till sommaren 2012 Fitness Magazine, som därefter såldes.
Från 2015 arrangerade Ove Rytter, i samarbete med Stockholmsmässan Fitnessfestivalen, vilken han genom sitt bolag Strong Events arrangerat sedan 2004 (Såldes till Stockholmsmässan 2015).
Fitnessfestivalen är idag norra Europas största träningsmässa.